# Лорделу (Вила-Реал)
Лорделу (порт. Lordelo) — населённый пункт и район в Португалии, входит в округ Вила-Реал. Является составной частью муниципалитета Вила-Реал. По старому административному делению входил в провинцию Траз-уж-Монтиш и Алту-Дору. Входит в экономико-статистический субрегион Доуру, который входит в Северный регион. Население составляет 2886 человек на 2001 год. Занимает площадь 5,16 км².
Покровителем района считается Мария Магдалина (порт. Santa Maria Madalena).

## История
Район основан в 1514 году